# Brühl (Toponym)
Brühl ist ein altes Wort für Wiesen, Wald oder Feuchtgebiete in Toponymen.
Vermutlich handelt es sich ursprünglich um eine frühmittelalterliche Wirtschaftsform.

## Wortherkunft und Bedeutung
Das Wort entstammt dem galloromanischen broilus, auch prolius oder brogilus, respektive broilum, in einer Grundbedeutung ‚[abgegrenztes] Stück Land‘, insbesondere Wiesen oder Wald. Es leitet sich vermutlich von einem keltischen *brog[i] ‚Territorium, Gebiet, Grenze, Grenzland‘ (irisch mruig, bruig, walisisch, kornisch, bretonisch bro) ab. Eine mögliche indogermanische Wurzel *mereg̑-, *morg̑-, *mrg̑- dürfte es sich mit Mark teilen. Das Wort hat sich auch in die romanischen Sprachen verbreitet (italienisch brolo, bri[g]lio ‚Baum-, Küchengarten, Park‘, französisch breuil ‚eingezäuntes Gebüsch, Wald‘).
Der Ausdruck wurde vermutlich von den Franken übernommen, in frühen lateinischen Texten findet er sich wie ein Fremdwort oder als Volksmund explizit umschrieben (so im Capitulare de villes Karls d. Gr., um 800: “locos nostros, quos vulgus progilos vocat” ‚unsere Plätze, die das Volk Brühle nennt‘). Auf Viktor Ernst geht die Lehrmeinung zurück, dass es sich ursprünglich um die Parzellen einer der Zelgen- und Dreifelderwirtschaft vorausgehende Wirtschaftsordnung handelt.
Bezeichnet sind im Mittelalter typischerweise eingehegte oder umzäunte Weiden, Forste, Gärten und ähnliches.
Das Wort erscheint insbesondere in Rechtstexten, und ist durchwegs mit herrschaftlichem Besitz und mit Privilegien verbunden, wie Flurzwang, Zehentfreiheit oder genossenschaftlichem Weiderecht. Es findet sich häufig verbunden mit Herrengütern, Meierhöfen, Fronhöfen, adligem Hausgut, Klosterbesitz oder Stiftungen, oder für Grundstücke in Nähe der Dörfer. Eine Nebenbedeutung dürfte bis hin zum Gatter für Jagdwild, also Tiergehege (Tiergarten), gehen.
Eine sekundäre Bedeutung ist aber ‚feuchtes Land‘ in diversen Ausprägungen, von ‚nasse Wiese‘  über ‚Aue‘, verbuschtes Feuchtgebiet, oder ‚Sumpf‘ (so bei Hans Sachs, nach Adelung) bis hin zu ‚Quelltümpel‘ (Tirol), und findet sich so auch veraltet niederländisch breugel. Der Zusammenhang ist unklar und Gegenstand langer sprachwissenschaftlicher Diskussion, er führt vielleicht über Formen der Bewässerung,  oder umgekehrt Urbarmachung durch Entwässerung, für die Areale reserviert wurden.
Das Wort als solches ist im deutschen Sprachschatz im Laufe der früheren Neuzeit ausgestorben, es findet sich mundartlich noch bis in das 19. Jahrhundert. Erhalten ist es aber – über ganz West- und Zentraleuropa verbreitet und im ganzen Bedeutungsfeld – in Flur- und Siedlungsnamen.